# Stanisław Baranowski (prawnik)

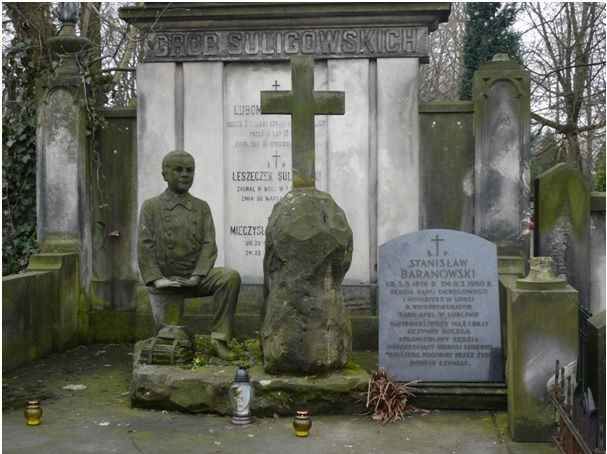
Nagrobek Stanisława Baranowskiego na cmentarzu rzymskokatolickim pw. św. Józefa w Łodzi. (Fot. J. Lutosławski)

Stanisław Baranowski (ur. 3 maja 1876 w Puławach, zm. 9 lutego 1950 w Łodzi) – polski prawnik, prokurator, sędzia, notariusz, działacz społeczny i filantrop.

## Życiorys

### Wczesne lata
Stanisław Baranowski urodził się 3 maja 1876 roku w Puławach na ziemi lubelskiej w rodzinie Henryka i Marii Cyman. W 1903 r. ukończył prawo na Uniwersytecie Warszawskim. Po ukończeniu studiów odbył aplikację sądową w okręgu sądowym w Lublinie pełniąc funkcje sekretarza i sędziego śledczego w powiatach zamojskim, puławskim, lubartowskim, lubelskim i w mieście Lublinie. W czasie pracy w sądzie 13 maja 1905 r. zdał egzamin na starszego kandydata do posad sądowych. Udzielał się również społecznie. Był aktywnym członkiem Lubelskiego Towarzystwa Dobroczynności i wspierał je finansowo drobnymi kwotami.
Dnia 28 kwietnia 1906 r. Baranowski ożenił się z Michaliną Jaworowską córką Aleksandra Romana i Florentyny Teodory Suligowskiej. Ślub odbył się w rzymskokatolickiej parafii katedralnej św. Jana w Lublinie. Pomimo dowodów szacunku i wielkiej miłości jaką sędzia darzył swą ukochaną państwo Baranowscy nie doczekali się potomstwa.
W 1909 r. otrzymał nominację na sędziego śledczego przy stacji Tichorieckiej i wyjechał wraz z żoną na Kaukaz. Pełnił tam funkcję m.in. sędziego do spraw szczególnej wagi w Rostowie nad Donem oraz honorowego sędziego pokoju w Armawirowskim okręgu. 

### Kariera prokuratorska
W 1915 r. otrzymał nominację na wiceprokuratora Sądu Okręgowego w Jekaterynodarze, gdzie pozostał do listopada 1918 r. Wraz z odrodzeniem państwa polskiego powrócił do ojczyzny, by odebrać z rąk Naczelnika Państwa – Józefa Piłsudskiego nominację na podprokuratora Sądu Apelacyjnego w Lublinie.
Przez jedenaście lat pracy w prokuraturze apelacji lubelskiej Baranowski często, w zastępstwie prokuratora Józefa Kamińskiego, a później Zygmunta Kałapskiego kierował urzędem. Był osobą znaną w mieście. Przewodniczył m.in. 25 Obwodowej Komisji Wyborczej. Aktywnie działał w Towarzystwie Prawniczym w Lublinie. Był także wiceprezesem zarządu lubelskiej „Lutni”. W 1921 r. zorganizował w mieście Urząd Rozjemczy dla Spraw Najmu, któremu przewodniczył do 1930 r. W czasie swej pracy w prokuraturze myśląc zapewne o przyszłości zdał 21 maja 1926 r. przed komisją w Sądzie Okręgowym w Lublinie egzamin na notariusza. Przy okazji reformy sądownictwa z 1928 roku S. Baranowskiego pozostawiono na stanowisku wiceszefa prokuratury w apelacji lubelskiej. 

### Baranowski - notariusz
Dwa lata później, w lutym r. 1930 przeszedł on na emeryturę. Miało to zapewne związek ze jego staraniami o zatrudnienie w notariacie. Dnia 23 stycznia bowiem minister sprawiedliwości ręką dyrektora departamentu Mieczysława Świątkowskiego podpisał nominację emerytowanego wiceprokuratora Sądu Apelacyjnego w Lublinie na notariusza przy Wydziale Hipotecznym Sądu Grodzkiego w Łodzi. Cztery dni po opuszczeniu Lublina Baranowski złożył ślubowanie, a tydzień później rozpoczął urzędowanie w swej kancelarii przy ulicy Piotrkowskiej 83. Zamieszkał wraz z małżonką w Łodzi przy ul. Cegielnianej 42 (ob. Stefana Jaracza). Zaraz po objęciu urzędu świeżo upieczony notariusz poprosił o akta swych poprzedników – W. Mędrzeckiego, J. Rzymowskiego i notariusza K. Mogilnickiego. Zatrudnił także kilka osób m.in.: Stanisława Kalusińskiego (l. 62, zam. ul. Waryńskiego 9), Zygmunta Kopczyńskiego (l. 32, zam. ul. Główna 32 – ob. Piłsudskiego), Franciszka Zielińskiego (l. 23, zam. ul. Zachodnia 23), Czesława Wernera (l. 29, zam. ul. Piotrkowska 83).
Dnia 26 listopada 1930 r. zapadła na szczeblu ministerialnym decyzja, by przenieść S. Baranowskiego do Wydziału Hipotecznego Sądu Okręgowego na ulicę Pomorską 21. Z początkiem kwietnia 1933 roku decyzja została wcielona w życie.
Pierwsza połowa lat 30. była trudnym okresem dla S. Baranowskiego. Po ciężkiej chorobie 14 marca 1933 r. zmarła jego matka. Nie był to koniec zmartwień notariusza. W czerwcu 1933 r. sąd dyscyplinarny skazał S. Baranowskiego za uchybienie służbowe określone w artykule 1 i 2 Prawa o ustroju sądów powszechnych. Rzecz dotyczyła pokątnego zatrudniania w latach 1932-1933 Faliksa Ciemięgi jako pomocnika do czynności notarialnych dokonywanych w Strykowie. Na domiar złego Baranowskiego zaczęły nękać władze skarbowe. W końcu roku zaczął poważnie chorować. Niemal do końca okresu międzywojennego cierpiał na zapalenie płuc i powikłania po nim, miał także problemy z sercem i artretyzm.
W pracy notariusza często zastępował go pisarz Henryk Konarzewski. W związku z przyrostem pracy powiększył się personel kancelarii. W miejsce F. Zielińskiego przyszedł Stefan Jagusiak, do czynności przy protestowaniu weksli delegował Baranowski Ewalda Kocha (l. 44, zam. Aleksandrów Łódzki, ul. Staszica 4), a także Kazimierza Stępniakowskiego (l. 27, zam. Piotrkowska 255). Do najważniejszych współpracowników notariusza należał jednak zatrudniony w maju 1933 roku Franciszek Skrzyński oraz późniejszy świetny łódzki notariusz Stanisław Imieniński.
Notariusz brał czynny udział w życiu notariatu polskiego. Kilkakrotnie uczestniczył w zjazdach Zjednoczenia Notariuszów Rzeczypospolitej i Walne Zebranie IzbyWalnym Zebraniu Izby w Warszawie. Działał także społecznie. Był członkiem kierownictwa Komitetu Towarzystwa Naukowej Pomocy w Wielkopolsce na powiat odolanowski. Przed wybuchem wojny decyzją prezesa Sądu Apelacyjnego Kazimierza Rudnickiego otrzymał Srebrny i Brązowy Medal za długoletnią służbę w wymiarze sprawiedliwości.

### II wojna światowa
Dnia 5 września 1939 r. Baranowski zamknął kancelarię i uszedł do Warszawy. Tam dzięki pomocy prezesa Rady Notarialnej i Sądu Apelacyjnego otrzymał stanowisko notarialne. Pracę w notariacie przerwał Baranowskiemu wybuch powstania w Warszawie.
Po wojnie S. Baranowski powrócił do Łodzi i zamieszkał przy ulicy Gdańskiej 72. Szybko też rozpoczął pracę w zawodzie. Już w czerwcu 1945 r. urzędował w tymczasowym gmachu hipoteki przy ul. Piotrkowskiej 10 jako notariusz.
W końcu 1945 r. notariusz miał poważny wypadek, wskutek którego musiał na jakiś czas przerwać pracę. S. Baranowski w notariacie pracował ledwie rok, kiedy w końcu lipca 1946 r. został mianowany sędzią Sądu Okręgowego w Łodzi i notariuszem przy Wydziale Hipotecznym Sądu Okręgowego w Łodzi.
Baranowski był w łódzkim sądownictwie człowiekiem niezastąpionym. Pracował jako sędzia w VI Wydziale Karno-Skarbowym, VII Wydziale Karnym, pełniąc obowiązki zastępcy przewodniczącego wydziału. Ponadto nadal był notariuszem. Dokonywał lustracji kancelarii, uczestniczył w seminariach dla notariuszy, brał czynny udział w życiu samorządu. Dla przeszło siedemdziesięcioletniego człowieka pogodzenie tylu obowiązków z pewnością nie było łatwe. Tym bardziej w nowym systemie, w którym władza uważnie przyglądała się sanacyjnym urzędnikom. Rychło pojawiły się więc pierwsze donosy. Prezes Sądu Okręgowego w Łodzi H. Kubisiewicz ostrzegał władze przed S. Baranowskim. Pisał, że sędzia jest: „negatywnie ustosunkowanym do obecnej rzeczywistości […] opurtunistą (sic!) bez żadnego rozeznania politycznego […] poza tym orzecznictwo Ob. Baranowskiego jest niewłaściwe i często krzywdzące klasę robotniczą”. H. Kubasiewicz kilkakrotnie podkreślał słabą wydajność sędziego, wytykał mu podeszły wiek i słabą znajomość prawa. Nagonka na S. Baranowskiego poskutkowała. Prezes Sądu Apelacyjnego M. Dobromęski otrzymawszy paszkwil zdecydował o odwołaniu S. Baranowskiego z funkcji sędziego i 4 lutego 1950 r. wysłał pismo w tej sprawie do ministra.
Nie udało się odwołać sędziego z funkcji. Dnia 9 lutego 1950 r. S. Imieniński – pomocnik Baranowskiego poinformował Kubasiewicza, że jego przełożony i przyjaciel zakończył życie kilka godzin wcześniej. W czasie przeszło półtorej dekady urzędowania Baranowskiego w Łodzi spisano w jego kancelarii niemal 20 tysięcy aktów notarialnych (9 890 do 1939 roku i 9713 po 1945 roku). Do najważniejszych należały plany przędzalni Krusche i Ender w Pabianicach, plany parcelacji majątków na Teofilowie i plany podziału nieruchomości prywatnych na Chojnach.
Notariusz spoczął na Starym Cmentarzu Katolickim przy ulicy Ogrodowej w Łodzi. Na płycie nagrobnej wyryto epitafium: „Najtroskliwszy mąż i brat, uczynny kolega, sprawiedliwy sędzia, współczujący niedoli ludzkiej. Przeszedł pogodny przez życie dobrze czyniąc”.